# Сума трьох кубів

Напівлогарифмічний графік розв'язків x^{3} + y^{3} + z^{3} = n для цілих чисел x, y і z і n в інтервалі [0, 100]. Зелені смуги позначають доведену відсутність розв'язку

Сума трьох кубів — у математиці відкрита проблема про подаваність цілого числа у вигляді суми трьох кубів цілих (додатних або від'ємних) чисел.
Відповідне діофантове рівняння записується як {\displaystyle x^{3}+y^{3}+z^{3}=n.} Необхідна умова для подаваності числа {\displaystyle n} у вигляді суми трьох кубів: {\displaystyle n} не можна порівняти з 4 або 5 за модулем 9.
У варіантах задачі число треба подати як суму кубів тільки невід'ємних або раціональних чисел. Будь-яке ціле число подається у вигляді суми раціональних кубів, але невідомо, чи утворюють суми невід'ємних кубів множину з ненульовою асимптотичною щільністю.

## Історія
Питання про подання довільного цілого числа у вигляді суми трьох кубів існує вже близько 200 років, перший відомий параметричний розв'язок у раціональних числах дав С. Рілі в 1825 році. Параметричні розв'язки в цілих числах знаходять для {\displaystyle n=2} — в 1908 році О. С. Веребрюсов (учитель математики Феодосійської чоловічої гімназії, син С. І. Веребрюсова), для {\displaystyle n=1} — в 1936 році Малер.

## Розв'язки
Необхідна умова для подаваності числа {\displaystyle n} у вигляді суми трьох кубів: {\displaystyle n} не порівнянне з 4 або 5 за модулем 9; оскільки куб будь-якого цілого числа за модулем 9 порівнянний з 0, 1 або -1, то сума трьох кубів не може дати 4 або 5 за модулем 9. Невідомо, чи є ця умова достатньою.
У 1992 році Роджер Гіт-Браун припустив, що будь-яке {\displaystyle n} не порівнянне з 4 або 5 за модулем 9 має нескінченно багато подань у вигляді сум трьох кубів.
Однак невідомо, чи розв'язується алгоритмічно подання чисел у вигляді суми трьох кубів, тобто, чи може алгоритм за скінченний час перевірити існування розв'язку для будь-якого заданого числа. Якщо гіпотеза Гіта-Брауна істинна, то задачу розв'язано, і алгоритм може правильно це зробити. Дослідження Гіта-Брауна також включає точніші припущення про те, як далеко алгоритму доведеться шукати, щоб знайти подання, а не просто визначити, чи існує воно.
Випадок {\displaystyle n=33}, подання якого у вигляді суми кубів довгий час не було відомим, використав Бьорн Пунен як вступний приклад в огляді нерозв'язних задач теорії чисел, з яких десята проблема Гільберта є найвідомішим прикладом.

### Невеликі числа
Для {\displaystyle n=0} існують тільки тривіальні рішення
{\displaystyle a^{3}+(-a)^{3}+0^{3}=0.}
Нетривіальне подання 0 у вигляді суми трьох кубів дало б контрприклад до доведеної Леонардом Ейлером останньої теореми Ферма для степеня 3: оскільки один з трьох кубів матиме протилежний до двох інших чисел знак, то протилежне йому значення дорівнює сумі інших двох.
Для {\displaystyle n=1} і {\displaystyle n=2} існує нескінченне число сімейств розв'язків, наприклад (1 — Малер, 1936, 2 — Веребрюсов, 1908):
{\displaystyle (9b^{4})^{3}+(3b-9b^{4})^{3}+(1-9b^{3})^{3}=1,}
{\displaystyle (1+6c^{3})^{3}+(1-6c^{3})^{3}+(-6c^{2})^{3}=2.}
Існують інші подання та інші параметризовані сімейства подань для 1. Для 2 іншими відомими поданнями є
{\displaystyle 1\ 214\ 928^{3}+3\ 480\ 205^{3}+(-3\ 528\ 875)^{3}=2,}
{\displaystyle 37\ 404\ 275\ 617^{3}+(-25\ 282\ 289\ 375)^{3}+(-33\ 071\ 554\ 596)^{3}=2,}
{\displaystyle 373\ 783\ 0626\ 090^{3}+1\ 490\ 220\ 318\ 001^{3}+(-3\ 815\ 176\ 160\ 999)^{3}=2.}
Ці рівності можна використовувати для розкладання будь-якого куба або подвоєного куба на суму трьох кубів.
Однак 1 і 2 є єдиними числами з поданнями, які можна параметризувати поліномами четвертого степеня. Навіть у випадку подання {\displaystyle n=3} Луї Дж. Морделла написав 1953 року: «я нічого не знаю», крім невеликих розв'язків
{\displaystyle 4^{3}+4^{3}+(-5)^{3}=3,}
{\displaystyle 1^{3}+1^{3}+1^{3}=3,}
і ще того, що всі три куби повинні бути рівні 1 за модулем 9. 17 вересня 2019 року Ендрю Букер і Ендрю Сазерленд, які знайшли подання для складних випадків 33 і 42 (див. нижче), опублікували ще одне подання 3, для знаходження якого було витрачено 4 млн годин в обчислювальній мережі Charity Engine:
{\displaystyle 569\ 936\ 821\ 221\ 962\ 380\ 720^{3}+(-569\ 936\ 821\ 113\ 563\ 493\ 509)^{3}+(-472\ 715\ 493\ 453\ 327\ 032)^{3}=3,}

### Решта чисел
Від 1955 року, слідом за Морделлом, багато дослідників шукають розв'язки за допомогою комп'ютера.
1954 року Міллер і Вуллетт знаходять подання для 69 чисел від 1 до 100. У 1963 році Гардінер, Лазарус, Штайн досліджують інтервал від 1 до 999, вони знаходять подання для багатьох чисел, крім 70 чисел, з яких 8 значень менші від 100. 1992 року Гіт-Браун та інші знайшли розв'язок для 39. У 1994 році Кояма, використовуючи сучасні комп'ютери, знаходить розв'язок для ще 16 чисел від 100 до 1000. У 1994 році Конн і Вазерштайн — 84 960. У 1995 році Бремнер — 75 і 600, Люкс — 110, 435, 478. У 1997 році Кояма та інші — 5 нових чисел від 100 до 1000. У 1999 році Елкіс — 30 і ще 10 нових чисел від 100 до 1000. У 2007 році Бек та інші — 52, 195, 588. У 2016 році Гейсман — 74, 606, 830, 966.
Elsenhans і Jahnel у 2009 році використали метод Елкіса, що застосовує редукування базису ґратки для пошуку всіх розв'язків діофантового рівняння {\displaystyle x^{3}+y^{3}+z^{3}=n} для додатних {\displaystyle n} не більших від 1000 і для {\displaystyle \max {\big (}|x|,|y|,|z|{\big )}<10^{14}}, потім Гейсман у 2016 році розширив пошук до {\displaystyle \max {\big (}|x|,|y|,|z|{\big )}<10^{15}}.
Навесні 2019 року Ендрю Букер (Бристольський університет) розробив іншу стратегію пошуку з часом розрахунків пропорційним {\displaystyle \min {\big (}|x|,|y|,|z|{\big )}}, а не їх максимуму, і знайшов подання 33 і 795:
{\displaystyle 33=8\ 866\ 128\ 975\ 287\ 528^{3}+(-8\ 778\ 405\ 442\ 862\ 239)^{3}+(-2\ 736\ 111\ 468\ 807\ 040)^{3},}
{\displaystyle 795=(-14\ 219\ 049\ 725\ 358\ 227)^{3}+14\ 197\ 965\ 759\ 741\ 571^{3}+2\ 337\ 348\ 783\ 323\ 923^{3}.}
У вересні 2019 року Букер і Ендрю Сазерленд закрили інтервал до 100, знайшовши подання 42, для чого було витрачено 1,3 мільйона годин розрахунку глобальної обчислювальної мережі Charity Engine:
Пізніше, в цьому ж місяці, вони знайшли розклад числа 906:
{\displaystyle 906=(-74\ 924\ 259\ 395\ 610\ 397)^{3}+72\ 054\ 089\ 679\ 353\ 378^{3}+35\ 961\ 979\ 615\ 356\ 503^{3}.}
А потім 165:
{\displaystyle 165=(-385\ 495\ 523\ 231\ 271\ 884)^{3}+383\ 344\ 975\ 542\ 639\ 445^{3}+98\ 422\ 560\ 467\ 622\ 814^{3}.}
На 2019 рік знайдено подання всіх чисел до 100, не рівних 4 або 5 за модулем 9. Залишаються невідомими подання для 8 чисел від 100 до 1000: 114, 390, 579, 627, 633, 732, 921, 975.
Найменший нерозв'язаний випадок — {\displaystyle n=114}.

## Варіанти
Існує варіант задачі, в якому число необхідно подати у вигляді суми трьох кубів невід'ємних цілих чисел, ця задача пов'язана з проблемою Воринга. У XIX столітті Карл Густав Якоб Якобі і його колеги склали таблиці розв'язків цієї задачі. Передбачається, але не доведено, що подавані числа мають додатну асимптотичну щільність, хоча Тревор Вулі показав, що таким чином можливо подати {\displaystyle \Omega (n^{0{,}917})} чисел в інтервалі від {\displaystyle 1} до {\displaystyle n}. Щільність не перевищує {\displaystyle \Gamma (4/3)^{3}/6\approx 0{,}119}.
Ще один варіант — з раціональними числами. Відомо, що будь-яке ціле число можна подати у вигляді суми трьох кубів раціональних чисел.